# Утешението на философията
Утешението на философията (на латински: Consolatio Philosophiae) е философска творба, написана около 524 г. от Боеций по време на едногодишния му престой в затвор в Павия по обвинение в държавна измяна и магьосничество, завършил с жестоката му екзекуция.
Творбата се състои от 5 книги, написани в жанра менипова сатира (съчетание на проза и стих). Тя не заимства християнски доктрини, но също така не е в противоречие с християнството, което допринася за огромното ѝ влияние върху средновековния светоглед, литература и философия. Оцеляла е в над четиристотин ръкописа.

## Творбата
Творбата е под формата на диалог между Боеций, отначало огорчен и отчаян заради затворничеството си и Дамата Философия, представена като мъдра и състрадателна жена. Според Дамата отношението прави обстоятелствата да изглеждат злощастни, а този който ги понася със спокоен ум е благословен. Тя казва, че щастието идва отвътре: „Защо тогава, смъртни хора, търсите щастието, което пребивава вътре във вас навън?“ и когато човек овладее себе си Фортуна не може да му отнеме щастието. Според Дамата Философия земните богатства са ценни само за себе си и не могат да придадат благодат на притежателя им, за което доказателство е, че често биват употребени за зли цели. Философия и Боеций стигат до заключението, че най-висшето благо се намира в Бог и ставайки божествени хората също изпитват щастието на Бог. От гледна точка на Бог всичко е добро, тъй като дори и нещастията, които съществата преживяват са с цел да им посочат правия път. Мъдрецът не бива никога да се оплаква, когато се среща с премеждия, защото те са възможност за него да утвърди мъдростта и добродетелта си. Премеждията служат или да изпитат добродетелта или да накажат порока. Силите на вселената се ръководят от любовта.
Когато Боеций се чуди за късмета, Философия му казва, че няма късмет, защото всичко е контролирано от Бог. Боеций тогава пита за свободната воля. Философия отвръща, че разсъдителната природа на човека е доказателство за свободна воля. Боеций не може да помири понятието за свободна воля с понятието за всезнанието на Бог. Щом Бог знае какво ще се случи, значи всичко е предопределено и няма свободна воля. Философия отговаря, че Бог познава бъдещето без това познание да причинява бъдещето. Бог знае всички възможности пред човешкия избор и за него няма значения коя от тях човек ще последва. Предварителното знание на Бог е основано не на познаване на бъдещето, а на познаване на вечното непроменливо настояще, което съдържа в себе си всичко, което се е случило и което може да се случи.
Философия определя вечността като „Пълното и съвършено притежание на безграничен живот в един миг“. Божият разум, логос, е наречен Провидение, а не Предвидение, защото вижда всичко от по-висша гледна точка. Провидението е непроменливата пряка сила, която оформя всички неща, които ще се случат, а Съдбата е променливата връзка във времевия ред на нещата, които ще се случат по непосредственото предразположение на Бог. Съдбата е подчинена на Провидението. Движенията не небесните тела се ръководят от Провидението, не от Съдбата. Провидението отрежда немотия на някои, които биха били погубени от голямо богатство, а на други изпраща страдания, за да заздрави търпението и добродетелта им. Според Философия (която се опира на Платон) злите хора са по-щастливи, когато са наказани от правосъдието. Заключението е, че свободната воля е действителна, животът е морален и човек трябва да поеме отговорност за постъпките си. Боеций и Дамата отправят молитви към Отца да ги благослови. Молитвата е ползотворна, ако е праведна, защото Бог постоянно бди над света чрез своето Провидение.
Колелото на съдбата е понятие датиращо поне от времето на Цицерон, което Боеций използва често в Утешението. То е много популярно през Средновековието и все още е в обращение. Въртейки се, то обръща богатите и властимащите и ги превръща в прах, а други бедни и гладни се издигат до величие, докато великите могат да паднат от въртенето на колелото. През Средновековието то е представяно в много художествени реликви описващи издигането и падението на човека.

## Влияние
Утешението на философията е описана е като „най-интересният пример на затворническа литература, която светът е видял някога“. От епохата на Карл Велики до края на Средновековието Утешението на философията е най-преписваната светска творба в Европа. Четена е от държавници, поети, историци, философи и теолози. Посредством Боеций голяма част от античната мисъл става достъпна за Средновековна Европа. Философското послание на творбата пасва добре със средновековната набожност. Читателите са насърчени да не търсят външни блага като богатство и власт, а вътрешни ценности. Понеже Бог управлява вселената с любов, молитвата към него и прилагането на любовта ще доведат до истинско щастие. Утешението стои, посредством нотата си на фатализъм и близостта си с християнското учение за смирението, между философията на Сенека и по-късната християнска философия на утехата представена от Тома Аквински.
Утешението на философията е част от училищната програма от 9 до 12 век. Придворният философ на Карл Велики Алкуин пише предговор За истинската философия към неговата De grammatica, който напомня за Утешението. Нейното влияние се усеща в Convivio от Данте и Тройлус и Крисеида от Чосър. Данте често цитира от Утешението в своята Божествена комедия. Описанието на висшето благо в Summa Theologiae от Тома Аквински е основано на творбата на Боеций, а определението за вечността дадено от Дамата в пета книга става стандартно през Средновековието при обсъждания на Бог и времето.
Творбата е преведена от крал Алфред Велики (на староанглийски), който добавя свои мисли за кралските задължения и чисто християнски максими. По-късно е преведена и от Джефри Чосър (на средноанглийски), от Жан дьо Мьон (на старофренски) от Ноткер Тевтоникус (на старонемски) и кралица Елизабет I (на ранен съвременен английски).
В „Пътят към Средната земя“ Том Шипли пише колко Боецийско е третирането на злото във „Властелинът на пръстените“ на Толкин. Шипли пише, че Толкин е познавал добре превода на „Утешението“ от крал Алфред и цитира някои Боецийски забележки от страна на Фродо, Дървобрад и Елронд.